# گئورگ ویلهلم فریدریش هگل
گئورگ ویلهلم فریدریش هگل (تلفظ آلمانی: [ˈɡeɔɐ̯k ˈvɪlhɛlm ˈfʁi:dʁɪç ˈhe:ɡəl]) فیلسوف بزرگ آلمانی و یکی از پدیدآورندگان ایدئالیسم آلمانی بود. هگل با فلسفه‌اش ملزومات ایدئالیسم مطلق را که با نام اصالت تصور مطلق نیز شناخته می‌شود، ایجاد کرد. تاریخ‌گرایی و ایدئالیسم او انقلاب عظیمی در فلسفهٔ اروپا به وجود آورد.
هگل به مدت دوازده سال در دانشگاه برلین در سمتش باقی‌ماند. وی در ۱۴ نوامبر ۱۸۳۱ در ۶۱ سالگی به علت ابتلاء به وبا درگذشت.

## زندگی و کار فلسفی
هگل در ۲۷ اوت ۱۷۷۰ میلادی در اشتوتگارت، در خانواده‌ای مؤمن به تعلیمات مسیحی شاخهٔ لوتری به دنیا آمد. از کودکی در زمینه‌های گوناگونی مانند ادبیات، فلسفه و موضوعات مختلف دیگر، به مطالعه می‌پرداخت و در این کار از حمایت و تشویق مادرش (که سهم فراوانی در پرورش فکری وی در کودکی داشت) برخوردار بود. پدر او از کارمندان دولت بود.
هگل یکی از شش فرزندی بود که پدر و مادرش به دنیا آوردند اما فقط یک خواهر و یک برادرش تا بزرگسالی زنده ماندند. خانوادهٔ او ارزش زیادی برای آموزش و فرهنگ قائل بودند. هگل در سه‌سالگی به مدرسه‌ای رفت که به آن مدرسهٔ آلمانی می‌گفتند و در ۵سالگی وارد مدرسهٔ لاتین شد. او پیش‌تر از مادرش لاتین آموخته بود و به همین خاطر صرف ابتدایی کلمات لاتین را می‌دانست. در واقع شیفتگی هگل برای آموختن در طول عمرش، با آموزه‌های مادرش در خانه آغاز شده بود. در سال ۱۷۸۴ هگل برای ادامهٔ تحصیل به دبیرستان ایلوستره رفت و در آنجا کمی با مفاهیم عصر روشنگری آشنا شد.
هگل شیفتهٔ آثار اسپینوزا، کانت، روسو و گوته بود. از سال ۱۷۸۸ او تحصیلات دینی خود را در مدرسهٔ دینی پروتستان توبینگر در شهر توبینگن ادامه داد؛ جایی که با فیلسوف آینده فردریش شلینگ و شاعر بزرگ آلمان فریدریش هولدرلین همکلاس و دوست شد. این سه تن به انقلاب فرانسه، به‌عنوان بزرگ‌ترین واقعهٔ عصرشان، توجه ویژه‌ای داشتند، روزنامه‌های فرانسوی را پیگیری می‌کردند و باشگاهی برای بحث و مطالعه پیرامون ادبیات انقلابی به راه انداختند.
پس از فراغت از تحصیل در توبینگن در سال ۱۷۹۳، هگل شغلی به عنوان معلم سرخانه در شهر برن پیدا کرد. او در مدت اقامت در برن مطالعاتش را ادامه داد و آثار زیادی نوشت. مهم‌ترین نوشتهٔ او در این مدت زندگی مسیح بود. همچنین مجموعه‌ای از دست‌نوشته‌های او با عنوان استقرار شریعت در مذهب مسیح در همین دوران نوشته شد که هیچ‌کدام از آن‌ها چاپ نشد.
در سال ۱۷۹۷ او در پاسخ به پیشنهاد کاری هولدرلین به فرانکفورت نقل مکان کرد. در مدت اقامت هگل در فرانکفورت، شلینگ که با حضور در فضای روشنفکری ینا و تأثیرپذیری از فیشته، رشد کرده بود و به عنوان استاد در دانشگاه ینا مشغول تدریس بود، از هگل دعوت کرد که در کنار او در دانشگاه مشغول به کار شود. به این ترتیب در سال ۱۸۰۱، هگل در ۳۱سالگی مشغول تدریس فلسفه در دانشگاه شد. اواخر همان سال هگل اولین کتاب فلسفی خود را با نام تفاوت دستگاه‌های شلینگ و فیخته در فلسفه منتشر کرد. هگل و شلینگ همچنین تا سال ۱۸۰۳ مجله‌ای را به نام نشریهٔ انتقادی فلسفه منتشر کردند.
هگل در سال ۱۸۰۵ در دانشگاه ینا به مقام استادی ارتقاء یافت و ۲ سال بعد، درست در زمانی که سپاه ناپلئون ینا را اشغال می‌کرد، اثر ارزشمندش را با نام پدیدارشناسی روح منتشر کرد.
پس از پیروزی فرانسه بر پروس و تعطیلی دانشگاه‌ها او به دنبال شغل به شهر بمبرگ رفت و در آن‌جا به‌عنوان ویراستار روزنامه مشغول به کار شد. در همین سال فرزند غیرقانونی او، لودویگ فیشر به دنیا آمد. پس از آن، در سال ۱۸۰۸، هگل به نورنبرگ رفت و تا سال ۱۸۱۶ در دبیرستانی به تدریس پرداخت. در این مدت او ازدواج کرد، صاحب دو فرزند به نام‌های کارل فریدریش ویلهلم و ایمانوئل توماس کریستین شد و دومین اثر بزرگ خود را با نام علم منطق منتشر کرد.
در سال ۱۸۱۶، کرسی استادی فلسفه در دانشگاه هایدلبرگ به هگل پیشنهاد شد. او به هایدلبرگ رفت و تا سال ۱۸۱۸ که در دانشگاه برلین مشغول به تدریس شد، در همان‌جا ماند. او در مدت اقامت در هایدلبرگ کتاب دائرةالمعارف علوم فلسفی را منتشر کرد. در برلین او بر همان کرسی‌ای نشست که از سال ۱۸۱۴ — سال مرگ فیخته — خالی مانده بود و تا پایان عمر همان‌جا ماند. هگل در مدت استادی در برلین، سخنرانی‌های زیادی در حوزه‌های فلسفه، تاریخ، هنر، دین و فلسفهٔ تاریخ داشت؛ به‌طوری‌که شهرت او و شناخته شدن فلسفهٔ هگل به‌عنوان یک مکتب فلسفی به همین دوران بازمی‌گردد. در سال ۱۸۲۱ او اثر ارزشمند دیگرش را به نام عناصر فلسفهٔ حق منتشر کرد.
هگل در سال ۱۸۳۰ رئیس دانشگاه برلین شد و سرانجام در ۱۴ نوامبر ۱۸۳۱ بر اثر وبا فوت کرد. دست‌نوشته‌های زیادی بعد از مرگ از او به‌جای مانده بود که به‌مرور تنظیم شد و به‌صورت کتاب‌های مختلف انتشار یافت.

## آثار
هگل در دوران زندگی خود تنها چهار کتاب منتشر ساخت:
- پدیدارشناسی روح (یا پدیدارشناسی ذهن):[پانویس ۱] برداشت وی از سیر حرکتِ آگاهی از ادراک حسی تا دانش مطلق (۱۸۰۷)
- علم منطق[پانویس ۲]
- دائرةالمعارف علوم فلسفی[پانویس ۳]
- عناصر فلسفه حق[پانویس ۴]

وی همچنین شماری مقاله نیز به چاپ رساند.
آثار هگل به مشکل‌فهم‌بودن مشهور هستند. برتراند راسل در تاریخ فلسفهٔ غرب، وی را مشکل‌فهم‌ترین فیلسوف غرب معرفی می‌کند.

## ترجمهٔ فارسی آثار هگل
- عقل در تاریخ (بخشی از درسگفتارهای فلسفهٔ تاریخ)، ترجمه حمید عنایت، شفیعی
- خدایگان و بنده (فصلی از پدیدارشناسی روح)، ترجمهٔ حمید عنایت، خوارزمی، ۱۳۵۴
- پیش گفتار پدیدارشناسی جان، ترجمهٔ باقر پرهام، آگاه، ۱۳۸۶
- استقرار شریعت در مذهب مسیح، ترجمهٔ باقر پرهام، آگاه، ۱۳۸۶
- پدیدارشناسی جان، ترجمهٔ باقر پرهام، کندوکاو، ۱۳۹۰

ترجمه‌های دیگری از این اثر به قلم زیبا جبلی، انتشارات شفیعی (۱۳۸۶)، و ابراهیم ملک اسماعیلی، انتشارات نگاه (۱۳۹۵) و نیز سید مسعود حسینی و محمدمهدی اردبیلی، نشر نی منتشر شده است.
- عناصر فلسفهٔ حق، ترجمهٔ مهبد ایرانی‌طلب، نشر پروین، ۱۳۷۸
- اسپینوزا (فصل اسپینوزا از درسگفتارهای تاریخ فلسفه)، ترجمهٔ مسعود سیف، گفتمان، ۱۳۸۱
- درس گفتارهایی پیرامون فلسفه زیبایی‌شناسی، ترجمهٔ زیبا جبلی، آب نگاه، ۱۳۸۵
- دفترهای سیاست مدرن ۱ (پنج متن سیاسی از هگل)، ترجمهٔ محمدمهدی اردبیلی، روزبهان، ۱۳۹۱
- نظام ینا ۱۸۰۴–۱۸۰۵: متافیزیک، ترجمهٔ محمدمهدی اردبیلی، حکمت، ۱۳۹۵
- درس‌های فلسفه تاریخ، ترجمه ابراهیم ملک اسماعیلی، انتشارات نگاه، ۱۳۹۵
- دانش منطق، ترجمه ابراهیم ملک اسماعیلی، انتشارات نگاه، ۱۳۹۰
- علم منطق، ترجمه ش.ص. زاهدی، انتشارات سورمه، ۱۳۹۳

## فلسفهٔ هگل
هگل را می‌توان آخرین فیلسوف مکتب ایدئالیسم دانست.
- هگل از دید مارکس: مارکس از بزرگ‌ترین شاگردان هگل و از جمله کسانی است که فلسفهٔ او را با توجه به نظرات خود باز تعریف کرد.

مارکس به اعتقاد خود هگل را از روی سر، بر روی پاهایش قرار داد. بدین معنا که فلسفه و روش او را که دیالکتیک بود، به‌نحوهٔ پویاتری سرانجام بخشید. مارکس روش دیالکتیک هگل را که بر اصل تضاد برقرار بود، در عرصهٔ زندگی بشری وارد کرد.
دیالکتیک فلسفه هگل عبارت بود از انتزاعی که در هنگام رویارویی دو نیروی متضاد در وقایع تاریخی و رویدادهای تعیین‌کننده در تاریخ به وجود می‌آمد. او می‌گوید دیالکتیک، هم‌نهادهٔ مقابل‌ها یا ضدهاست. هر مفهوم که ما دربارهٔ آن می‌اندیشیم، در آغاز، محدودیت‌های خود را به ما نشان می‌دهد و به ضد یا مقابل خود یا به نفی خود تحول می‌یابد.
برای فهم بهتر مطلب می‌توان مثال ملموسی زد: یک آونگ را در نظر بگیرید هر گاه از تعادل خارج شود به اوجی در یک سمت می‌رسد سپس با سرعتی افزوده به سمت دیگر خواهد رفت و اگر نیرویی به آن وارد نشود، این بار کمتر از بار قبل منحرف می‌شوند تا در نهایت به تعادل می‌رسد. همین در جامعهٔ انسانی از مسائل اجتماعی تا مسائل روزمره و تصمیمات ساده اتفاق می‌افتد. بدین معنی که هر تصمیمی وقتی در یک سمت از واقعیت قرار می‌گیرد منجر به صحیح به نظر رسیدن سمت دیگر واقعیت می‌شود؛ ولی به هر حال روزی این نوسان به تعادل (یافتن واقعیت) می‌انجامد.
هگل آخرین فیلسوف دستگاه‌ساز تاریخ فلسفهٔ غرب است. اطلاعات وسیع او در جمیع معارف بشری در خور تحسین است. نظام فکری او بر اساس دیالکتیک ابتناء یافته است. البته ریشه‌های دیالکتیک را از فلسفهٔ کانت دانسته‌اند؛ اما تفاوت عمدهٔ دیالکتیک هگلی این است که مقولات و مفاهیم انتزاعی مندرج در دیالکتیک او منبعث و موجود در هم‌اند. سه‌پایه‌هایی که هگل ترتیب می‌دهد، همگی ارتباطی معرفتی با هم دارند و از هم جدا نیستند. حال آنکه مقولات کانت صرفاً بر اساس تعین خود فیلسوف در کنار هم قرار گرفته‌اند. از خصوصیات مقولات هگل این است که او از جنس به نوع می‌رسد و سپس هر نوعی را جنسی تازه می‌انگارد و از آن به انواع پست‌تر پی می‌برد؛ مثلاً اولین سه‌پایهٔ فلسفهٔ هگل، «هستی، نیستی، گردیدن» است. او از هستی آغاز می‌کند. او می‌گوید هستی اولین و روشن‌ترین مفهومی است که ذهن بدان باور دارد و می‌تواند پایهٔ مناسبی برای آغاز فلسفه باشد؛ اما هستی در خود مفهوم متضاد خویش یعنی نیستی را دربردارد. هر هستی در خود حاوی نیستی است. هستی او دارای هیچ تعینی نیست و مطلقاً نامعین و بی‌شکل و یکسره تهی است و به یک سخن خلاء محض است. این خلاء محض همان نیستی است. پس هستی نیستی است و نیستی همان هستی است. این گذر از هستی به نیستی به گردیدن می‌انجامد و سه‌پایه کامل می‌شود. مقولهٔ سوم؛ نقیض دو مقوله دیگر را در خود دارد؛ ولی شامل وجوه وحدت و هماهنگی آن‌ها نیز هست. بدین گونه گردیدن هستی‌ای است که نیستی است یا نیستی‌ای است که هستی است.
به دیگر سخن هگل معتقد بود هستی بر اصل تضاد قائم است. «هر آنچه در عالم خلقت می‌بینیم، دارای ضدی است. شما نمی‌توانید به بی‌نهایت بدون نهایت و به زندگی بدون مرگ بیندیشید. مرد، مرد است؛ زیرا زن نیست. هر شیئی بدان سبب خود اوست که چیز دیگری نیست».
اساس عقیدهٔ هگل بر سه اصل استوار است: وضع (برنهاده، قضیه یا thesis)، وضع مقابل (برابر نهاده، نقیض یا anti-thesis) وضع جامع (هم‌نهاده، پیوند یا تلفیق یا synthesis). «هر وضعی دارای وضع مقابل خود است. اما هر چیزی نه تنها ضد خود را دربردارد، بلکه ضد خود است. هستی، نزاع قوای مخالف است برای ترکیب آن‌ها به صورتی واحد. وضع از یک سو و وضع مقابل از سوی دیگر با هم در کشمکش هستند و از ترکیب آن‌ها وضع جامع نتیجه می‌شود».
عقل‌گرایان اصولی را در مورد ذات جهان و نحوهٔ شناخت عالم عنوان می‌کردند (وضع)، تجربه‌گرایان برخی از این اصول را رد کرده و دلایل خود را می‌آوردند (وضع مقابل) و در نهایت رمانتیسیسم بود که حالت کامل‌تری را پیشنهاد نمود (وضع جامع که شامل عقل، تجربه و احساس بود).
نقدها
پوپر:
نبرد در راه استقرار جامعهٔ باز، فقط به سائقه سراندیشه‌های سال ۱۷۸۹ دوباره آغاز گردید؛ و شاهان فئودال فوری بر این خطر سهمگین آگاه شدند و به سال ۱۸۱۵، هنگامی که این بخش ارتجاعی، در پروس، به قدرت آغاز کرد، متوجه شد که به یک مکتب اعتقادی نیازی سخت دارد. هگل به تأمین این نیاز مأمور شد و او هم سراندیشه‌های نخستین دشمنان جامعهٔ باز، یعنی سراندیشه‌های هراکلیتوس و افلاطون و ارسطو را زنده کرد. همان سال که انقلاب فرانسه سراندیشه‌های دیرپای نسل بزرگ و مسیحیت را در باب آزادی و برابری و برادری همهٔ انسان‌ها کشف کرد، هگل نیز از سراندیشه‌های افلاطونی، که در پس پردهٔ طغیان دائمی علیه آزادی و تعقل نهفته بود، دوباره پرده برداشت. فلسفهٔ هگل در واقع نوزایش قبیله‌گرایی است.
پوپر، جامعهٔ باز و دشمنانش، ترجمهٔ علی اصغر مهاجر، ص ۲۵۹
شوپنهاور:
هگل از بالا و به دست قدرت‌مندان بر مسند نشست و رسماً فیلسوف کبیر اعلام گردید؛ مردی بود گول، بی‌مزه، تهوع‌آور، … لج-باز و بی‌سواد که در مغلق‌نویسی و فریبا نمودن جنون‌آمیزترین خزعبلات آشفته‌گر به اوج گستاخی صعود کرد. پیروان مزدور او نیز این خزعبلات را با بوق و کرنا، حکمت لایزال اعلام داشتند و همه احمقان، به شتاب، آن را به جان پذیرفتند و به هم پیوستند و همانند گروهی سرودخوان، که نظیرش را نشنیده‌ایم، سرود ستایش خواندند. اقتدار معنوی هگل، که به‌وسیلهٔ قدرت‌مندان فراهم گردید، آن چنان فسحت یافت که فساد فکری را بر سراسر یک نسل کامل جاری ساخت.
فلسفه که به‌همت کانت شهرتی یافته بود، به‌سرعت تبدیل به آلت کسب منافع شد؛ منافع حکومت از بالا و منافع خصوصی از پایین.

## تاریخ و مردان بزرگ تاریخ در اندیشهٔ هگل
از نظر هگل «خدا مطلق است و مطلق مجموع اشیاء تکامل یافته. خدا عقل است و عقل نسج و بنای قانونی طبیعی است که حیات و روح به موجب آن در حرکت است. خدا روح است و روح زندگی است، تاریخ تکامل روح یعنی رشد حیات است. حیات در آغاز نیروی مبهمی بود که از خود آگاه نبود. جریان تاریخ عبارت از این است که حیات یا روح از خودآگاهی یابد و آزاد شود. آزادی جوهر حیات است همچنان‌که کشش جوهر آب است. تاریخ، رشد و تکامل آزادی است و غایتش آن است که روح کاملاً و با آگاهی از خود آزاد گردد».
وی روح جهانی (world spirit) یا عقل جهانی را مجموعه مظاهر انسانی می‌داند. حقیقت را در ذهن انسان می‌داند در نتیجه حقیقت مافوق عقل انسان را نفی می‌کند. فلسفهٔ هگل را شاید نتوان در اصل فلسفه نامید بلکه تحلیل روند روبه‌جلوی تاریخ یا نحوهٔ بحث در مورد علوم یا نظریات است. فلسفهٔ هگل در مورد ماهیت حیات به ما نمی‌آموزد؛ بلکه نحوهٔ سودبخش بودن تفکر را یاد می‌دهد.
از نظر فلاسفه دیگر، انسان به‌شکل مطلق بحث می‌شود؛ بدون اینکه معرفت را در بعد زمان در بر بگیرد. ولی هگل می‌گوید شناخت انسان از جهان از نسلی به نسل دیگر کامل‌تر می‌شود مثل رودخانه‌ای که به مرور تا رسیدن به دریا پرآب‌تر می‌شود.
او نظر دیگری نیز دارد. هر چیزی مطلقاً نه خوب نه بد، نه درست و نه نادرست است. فلسفهٔ ارسطویی یا افلاطونی، عقل‌گرایی یا تجربه گرایی هر کدام تا حدی درست و تا حدی نادرست هستند. هر کدام بخشی از واقعیت را بیان می‌کنند.
هگل اندیشه را «روح زمانه» می‌نامید. از نظر او همهٔ افکار و احساسات یک زمان، روح آن عصر را تشکیل می‌دهد و هر چیزی در تاریخ نتیجهٔ آن است. «مردان بزرگ تنها وقتی مؤثر بوده‌اند که ندانسته آلت «روح زمان» شده‌اند. اگر مرد فوق‌العاده‌ای با روح زمان سازگار نباشد، ضایع می‌گردد و بهتر آن است که هرگز نمی‌بود. آن فرزندی که نابغه می‌شمارندش از پیشینیانش بزرگ‌تر نیست؛ این پیشنیان هر کدام سنگی بر روی بنا نهاده‌اند و نابغهٔ خلف این خوشبختی را دارد که آخر از همه می‌رسد و سنگ آخر طاق بنا را می‌گذارد و بنا به نام او تمام می‌شود. چنین اشخاصی از افکار کلی که در زوایای وجودشان است آگاهی ندارند ولی نیازمندی‌های زمان را خوب می‌شناسند و می‌دانند که دنیا مستعد قبول چه چیزی است. از این روی مردان بزرگ آفریننده نیستند بلکه قابله‌اند و زمانه را کمک می‌کنند تا آنچه را که از مدتی پیش در رحمش رشد کرده است بزاید». در حقیقت هگل معتقد بود این تاریخ است که مردان بزرگ را می‌سازد نه بالعکس.
از نظر وی روح جهانی سه مرحله دارد: در مرحلهٔ اول، روح جهانی در مرحله فردی به خودآگاهی می‌رسد (مرحلهٔ ذهنی)، در مرحلهٔ دوم، خودآگاهی در خانواده، جامعه و دولت اتفاق می‌افتد (مرحلهٔ عینی) و در مرحلهٔ سوم، روح جهانی به والاترین شکل ممکن می‌رسد و به‌شکل هنر، دین و فلسفه نمود پیدا می‌کند. در این سه مرحله است که به خودآگاهی می‌رسد و مرحلهٔ سوم حالت یا مرحلهٔ مطلق است.

## نقد و میراث
تأثیر هگل بر تحولات فلسفی بعدی بسیار زیاد بوده است. در اواخر قرن نوزدهم و اوایل قرن بیستم انگلستان، مکتبی به نام ایده آلیسم بریتانیایی نسخه ای از ایده آلیسم مطلق را در ارتباط مستقیم با متون هگل ارائه کرد. اعضای برجسته شامل J. M. E. McTaggart, R. G. Collingwood و G. R. G. Mure بودند. به‌طور جداگانه، برخی از فیلسوفان مانند مارکس، دیویی، دریدا، آدورنو و گادامر به‌طور انتخابی ایده‌های هگلی را در برنامه‌های فلسفی خود توسعه داده‌اند. برخی دیگر مواضع خود را در تقابل با سیستم هگل توسعه داده‌اند. به عنوان مثال، فیلسوفان متنوعی مانند شوپنهاور، کی یرکگور، راسل، جی.ای. مور و فوکو از جمله این فیلسوفان هستند. در الهیات، تأثیر هگل نشان‌دهنده آثار کارل بارت و دیتریش بونهوفر است. با این حال، این نام‌ها تنها نمونه کوچکی از برخی از شخصیت‌های مهم‌تر را تشکیل می‌دهند که اندیشه خود را در تعامل با فلسفه هگل توسعه داده‌اند.

## هگلیسم «راست» در مقابل «چپ»
برخی از مورخان تأثیر هگل را به دو اردوگاه متضاد راست و چپ تقسیم می‌کنند. هگلیان راست، که ظاهراً شاگردان مستقیم هگل در دانشگاه فردریش ویلهلمز بودند، از ارتدکس پروتستانی و محافظه کاری سیاسی دوران پس از بازسازی ناپلئون حمایت کردند. هگلیان چپ، که به هگلیان جوان نیز معروفند، هگل را به معنایی انقلابی تفسیر کردند که منجر به حمایت از الحاد در دین و دموکراسی لیبرال در سیاست شد. با این حال، مطالعات اخیر این پارادایم را زیر سؤال برده است. هگلی‌های راست «به سرعت فراموش شدند» و «امروزه عمدتاً فقط برای متخصصان شناخته می‌شوند». در مقابل، هگلی‌های چپ «شامل برخی از مهم‌ترین متفکران آن دوره بودند» و «از طریق تأکید بر عمل، برخی از این متفکران به‌شدت تأثیرگذار باقی مانده‌اند».

## مارکسیسم
از جمله اولین کسانی که دیدگاهی انتقادی نسبت به سیستم هگل داشت، گروه آلمانی قرن نوزدهم موسوم به هگلیان جوان بود که شامل فویرباخ، مارکس، انگلس و پیروان آنها بود. محور اصلی انتقاد آنها به‌طور خلاصه در یازدهم «تزهای مارکس دربارهٔ فویرباخ» از ایدئولوژی آلمانی او در سال ۱۸۴۵ بیان شده است: فیلسوفان فقط جهان را به طرق مختلف تفسیر کرده‌اند؛ اما هدف تغییر آن است. اگرچه گاهی تأثیر هگل عمدتاً محدود به مارکس جوانی از دست نوشته‌های اقتصادی و فلسفی ۱۸۴۴ است، شواهد تأثیر هگل بر ساختار سرمایه به وضوح در دفترچه‌های پیش نویس ۱۸۵۷ تا ۱۸۵۸ منتشر شده به عنوان Grundrisse نمایش داده می‌شود.
در قرن بیستم، این تفسیر در کار نظریه پردازان انتقادی مکتب فرانکفورت توسعه بیشتری یافت. این به دلیل (الف) کشف مجدد و ارزیابی مجدد هگل به عنوان یک مولد احتمالی فلسفی مارکسیسم توسط مارکسیست‌های فلسفی بود. ب) تجدید حیات دیدگاه تاریخی هگل. و (ج) شناخت روزافزون اهمیت روش دیالکتیکی او. به ویژه تاریخ و آگاهی طبقاتی گیورگی لوکاچ (۱۹۲۳) به معرفی مجدد هگل به قانون مارکسیستی کمک کرد.
تاثیری که مارکس از هگل گرفته است : 
فیلسوف ایده آلیست است زیرا اولویت را به روح میدهد و در نتیجه در مورد حرکت و تغییر اندیشه خاص دارد او 
فکر میکند تغییرات روحی محرک تغییراتی در مادهاند 
به نظر هگل جهان تصوری است که تبدیل به ماده شده و پیش از جهان نخست روح بوده که جهان را کشف کرده 
خالصه آنکه به نظر او روح و جهان هر دو در حال تغییر ابدیاند اما نتیجه میگیرد که تغییر در روح باعث تغییرات در 
ماده میشود 
مثال: مخترع تصور و اندیشهای دارد او به این تصور صورت واقعی میدهد ودر این تصور مادی شده است که در ماده 
تغییر به وجود میآید
به این ترتیب مسلما داند ً هگل یک دیالکتیسین است اما دیالکتیک را تابع ایدهآلیسم می
در چنین صورتی است که مارکس و انگلس به مثابه رهروان هگل اما پیروان ماتریالیست که اولویت را به ماده میدهند 
فکر میکنند دیالکتیک او تاکید و ادعایی دارد که صحیح است اما وارونه است انگلس در این مورد میگوید دیالکتیک 
هگل روی سر ایستاده است که باید آن را وارونه کرد و روی پا برگرداند بنابراین مارکس و انگلس علت اصلی این 
حرکت فکر را که هگل تعریف میکند به واقعیت ماده تبدیل میکنند و آن را به تبعیت از اصطالح هگل دیالکتیک طبیعی 
مینامند آنها فکر میکنند هگل حق دارد که میگوید فکر و جهان مدام در حال تغییرند اما اشتباه میکند که میگوید این 
تغییر در تصور و اندیشه است که باعث تغییراتی در پدیدهها میشود 
به نظر آنها به عکس آنچه هگل میگوید پدیدهها به ما تصور و اندیشه میدهند فکر و اندیشه به این جهت تغییر میکنند که 
اشیا تغییر میکنند 
بنابراین ما نباید بگوییم که مارکس به انگلس از طرفی م مالک ماتریالیسمی هستند که از ماتریالیسم قرن هجدهم فرانسه به 
آنها رسیده و از طرف دیگر صاحب دیالکتیک هگل. 
مارکس و انگلس مسلما گیرند اما آن را دگرگون میکنند آنان همان با ماتریالیسم کاری میکنند تا ً دیالکتیک را از هگل می
ماتریالیسم دیالکتیک را برای ما پدید آورند.

## یادداشت
1. ↑  Phänomenologie des Geistes
2. ↑  Wissenschaft der Logik
3. ↑  Enzyklopaedie der philosophischen Wissenschaften
4. ↑  Grundlinien der Philosophie des Rechts